# Kutalansaari
Kutalansaari är en ö i Finland. Den ligger i sjön Kulovesi och i kommunen Sastamala i den ekonomiska regionen  Sydvästra Birkaland och landskapet Birkaland, i den sydvästra delen av landet, 170 km nordväst om huvudstaden Helsingfors. Öns area är 2,5 kvadratkilometer och dess största längd är 3,2 kilometer i sydväst-nordöstlig riktning.